# 糸魚川鋼二
糸魚川 鋼二（いといがわ こうじ、1986年-）は、日本のゲームシナリオライター、脚本家、小説家。福岡県出身。東京都在住。

## 経歴
福岡県立城南高等学校卒。早稲田大学商学部を卒業後、教育関係の仕事に就きつつ同人誌即売会でオリジナル小説を出版していたところ、スクウエア・エニックスのプロデューサーからシナリオライターとして勧誘される。以後、フリーランスとして様々なゲーム開発に携わる。
一時期ゲーム開発会社に所属していたが、2021年より再び独立。2023年時点では「代表作：ゴーストライター多数」とされている。

## 作品リスト

### ゲーム
- サクラ革命 〜華咲く乙女たち〜（2020年、DELiGHTWORKS / セガ）-メインシナリオ、イベントシナリオを担当[4]
- NEEDY GIRL OVERDOSE（2022年、WSS Playground）-シナリオ協力[5]
- 大悪役令嬢 ストラテジーオブリリィ（時期未定、WSS Playground） -シナリオ制作[3]

その他、クレジット非公開での参加作品が複数あるとしている。

### 配信

#### マーダーミステリー
- 蟷螂村（2024年、ホロライブプロダクション）-原案、脚本、ゲームデザイン[5]
- 豪華客船イクリプス殺人事件-名探偵の競演-（2024年、ホロライブプロダクション）-脚本、ゲームデザイン[5]

その他に、鷹嶺ルイの動画原案なども手がけている。

### 小説

#### 『ノックバック』シリーズ
儒烏風亭らでんの配信企画「書庫らでん」にて、第一巻が取り上げられた。
- ノックバック （ASIN B09P17HTC1）
- ノックバック・リベンジ （ASIN B09P17HTC1）
- ノックバック・ビヨンド （ASIN B0BQWDR67V）

#### 『彼女はきっとタイムリーパー』シリーズ
- 彼女はきっとタイムリーパー（ASIN B0DYL91NHT）
- 彼女はきっとタイムリーパー2（ASIN B0F77DQBPB）
- 彼女はきっとタイムリーパー３（ASIN B0FHBVZXMY）

#### その他文芸（同人）
- 真希姫
- 魔道絵師学院ドミナリアの資質
- 縦書きの小宇宙
- アニオ探偵アニタ
- 受験戦争の傭兵たち（既刊2巻）（ASIN B0BB8R1MHN、ASIN B0BB9KRQM9）
- 古代ヘブライ転生　悪魔が来たりてソロモン王
- 黒春（上・下巻）（ASIN B07NGGT8QP、ASIN B07NGJ8NSC）
- 君が焼く物語
- 金と勝負とプロゲーマー（全3巻）（ASIN B07N8LW2PP、ASIN B07N8LW2PP、ASIN B0893XFH41）